# Кара Махмутли
Кара Махмутли (на гръцки: Μαυροπλαγιά, Мавроплагия, до 1927 Καρά Μαμουτλή, Кара Мамутли) е село в Егейска Македония, Гърция, дем Кукуш (Килкис) на административна област Централна Македония.

## География
Селото е разположено североизточно от град Кукуш (Килкис) в планината Круша.

## История

### В Османската империя
През XIX век Кара Махмутли е село в казата Аврет Хисар (Кукуш) на Османската империя. В „Етнография на вилаетите Адрианопол, Монастир и Салоника“, издадена в Константинопол в 1878 година и отразяваща статистиката на населението от 1873 година, Махмутлия (Mahmoutlya) е посочено като селище в Аврет Хисарската каза с 12 домакинства, с 35 жители мюсюлмани, а Кара Ахмаклия (Cara Ahmaclya) – с 13 домакинства и 32 мюсюлмани. Според статистиката на Васил Кънчов („Македония. Етнография и статистика“) в 1900 година селото има 120 жители, всички турци.

### В Гърция
След Междусъюзническата война селото попада в Гърция. Населението му се изселва и на негово място са настанени гърци бежанци. В 1926 година името на селото е променено на Мавроплагия, но официално промяната влиза в регистрите в следващата 1927 година. В 1928 година селото е изцяло бежанско с 44 семейства и 179 жители бежанци.